# Hector Malot

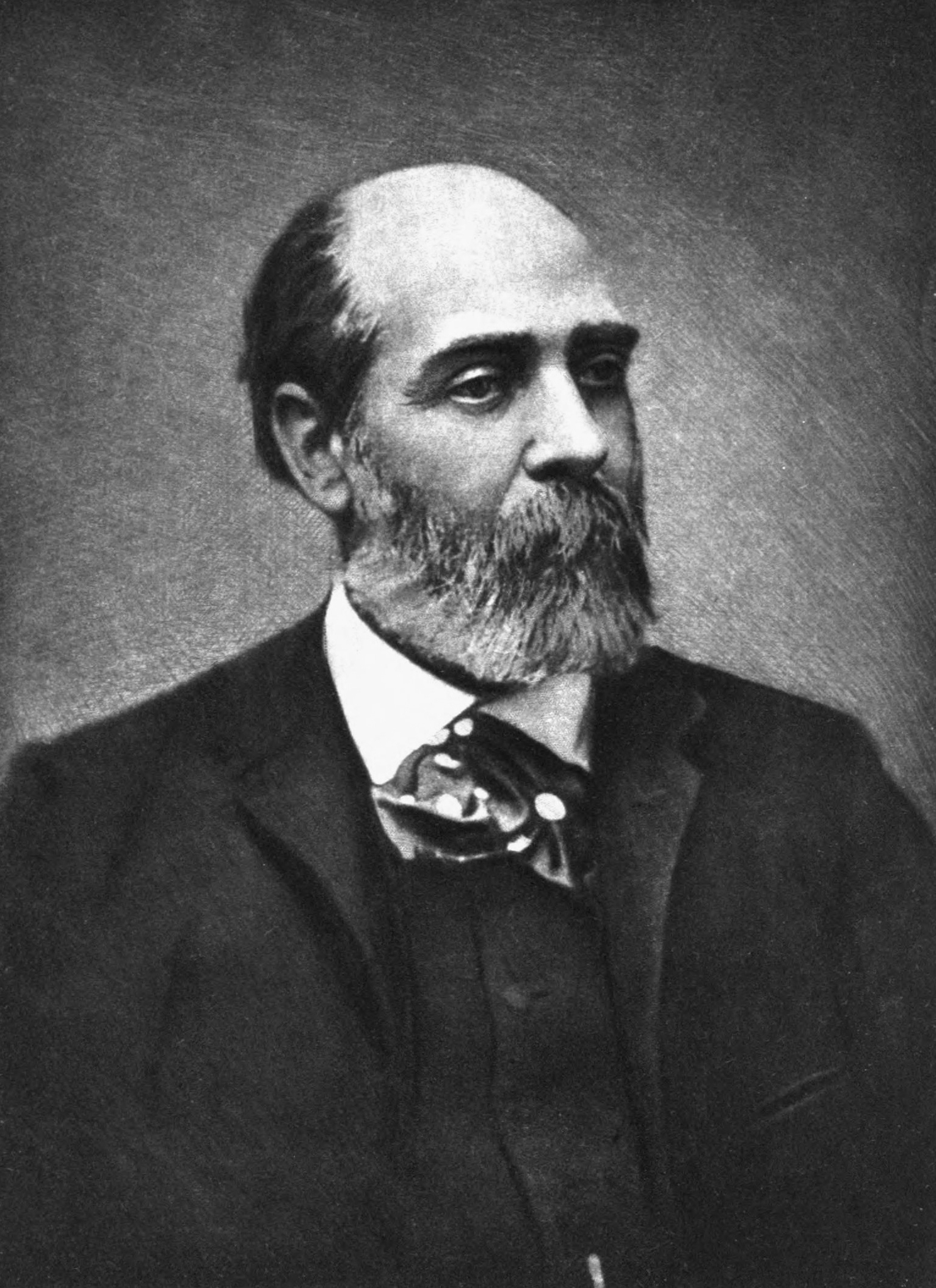
Hector Malot

Hector Henri Malot (* 20. Mai 1830 in La Bouille; † 18. Juli 1907 in Fontenay-sous-Bois) war ein französischer Schriftsteller.

## Leben
Malots Vater war Notar, der als Witwer in zweiter Ehe mit der Witwe eines Hauptmanns der Fremdenlegion zusammenlebte. Aus ihrer ersten Ehe brachten beide jeweils zwei Kinder mit. Hector war somit das jüngste Kind dieser Stieffamilie.
Während sein Vater einen starren Charakter hatte und Strenge walten ließ, war seine Mutter konzilianter und las dem Kind zum Einschlafen Reiseberichte vor (vielleicht inspiriert durch ihren ersten Ehemann). Sie entfachte auch seine Liebe zum Geschichtenerzählen. Im Alter von 17 Jahren ging Hector Malot nach Paris (1847), wo er zunächst das Lycée Henri IV besuchte, wo er 1849 sein Abitur machte. Auf Wunsch seines Vaters begann er ein Studium der Rechtswissenschaften, das er drei Jahre lang fortsetzte. 1853 jedoch entschloss er sich jedoch entgegen dem Willen seines Vaters, den Anwaltsberuf aufzugeben, um sich einer literarischen Laufbahn zu widmen.
Der junge Malot lernte am Lycée Corneille in Rouen, zehn Jahre nachdem Gustave Flaubert dort studiert hatte. Malot war mit Jules Levallois befreundet, dem späteren Amtsmann von Sainte-Beuve und künftigen Literaturkritiker. In der Schule bestach er nicht durch herausragende Leistungen.
Zunächst versuchte er vergeblich, ein erstes Stück an einem Theater in Paris zur Aufführung zu bringen. Da er als Schriftsteller zunächst erfolglos blieb, verfasste er zunächst, um seinen Unterhalt zu sichern, Beiträge für Tageszeitungen und Zeitschriften, insbesondere das Journal pour tous, in dem er viele botanische Artikel platzierte. Schließlich ging er zu seinen Eltern zurück, um seine erste Trilogie Les Victimes d'amour zu schreiben. Der erste Teil erschien 1859.
1864 begann er mit dem Bau eines Landhauses in Fontenay-sous-Bois, das er bis zu seinem Tod bewohnen sollte. Weil es nicht weit vom Bahnhof entfernt war, nutzte er die Züge Richtung Paris, um dort Spaziergänge zu unternehmen. 1867 heiratete er Anna Dariès. Ihre Tochter Lucie wurde im darauffolgenden Jahr geboren.
1880 verstarb seine Frau. 1881 heiratete Hector Malot die 31-jährige Marthe Oudinot de La Faverie.

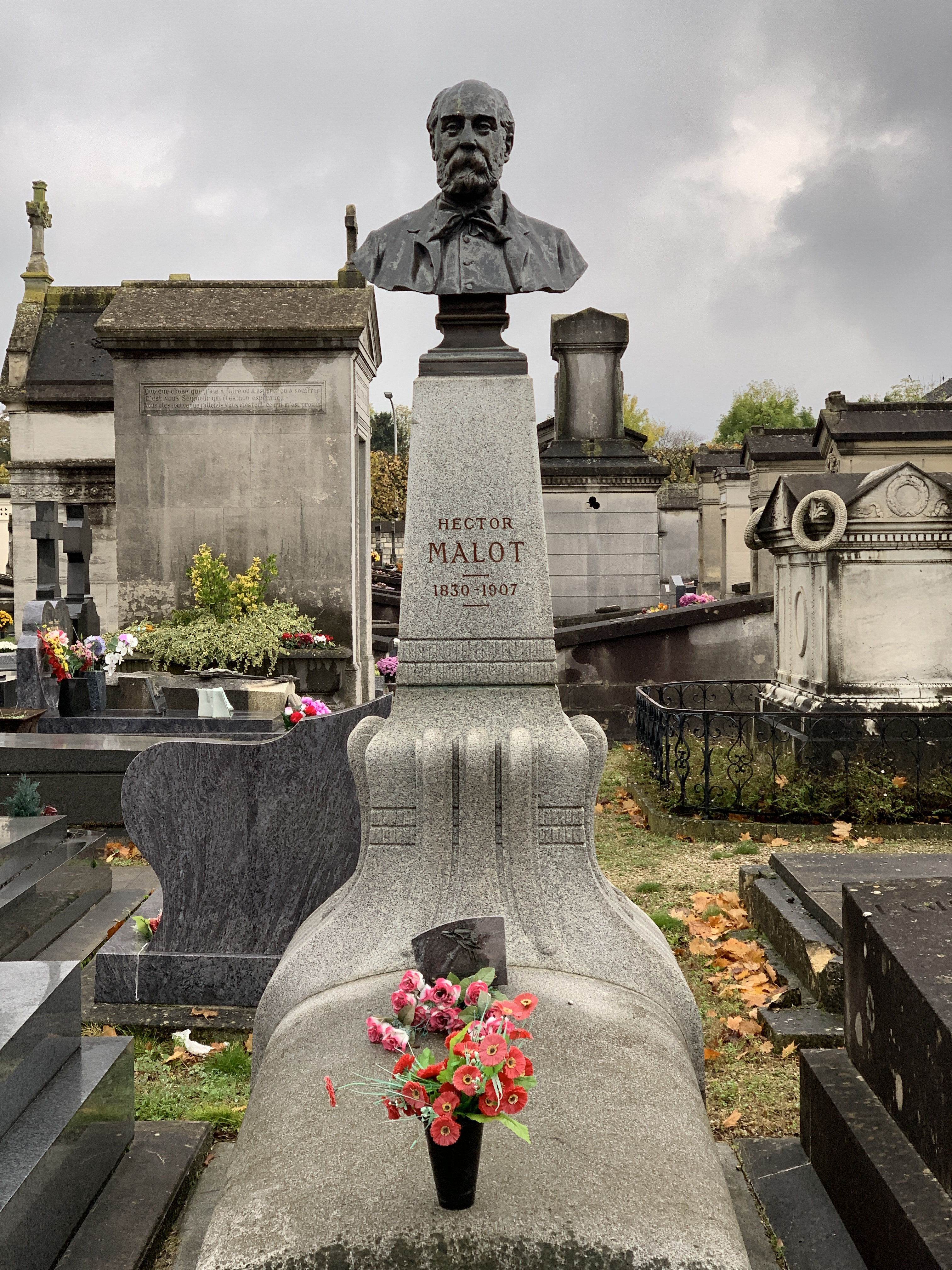
Malots Grab (Fontenay-sous-Bois).

1893, im Jahr der Veröffentlichung von En famille (Daheim), wurde seine Enkeltochter Perrine geboren (der Vorname ist der der Hauptfigur des Romans).

## Werk
Hector Malot verfasste rund sechzig Romane. Am bekanntesten sind seine Kinderromane geworden: Romain Kalbris, Sans famille, En famille und Zyte. Deren Popularisierung ist insbesondere der Aufnahme von zumindest Romain Kalbris und Sans famille in den Lektüre-Kanon für Französisch lernende Kinder sowie der Inklusion von Übersetzungen der letzten drei dieser Romane sowie anderer Werke in die seinerzeit bekannteste Allgemeine Romanbibliothek aus dem Stuttgarter Engelhorn-Verlag (später Deutsche Verlags-Anstalt) zu verdanken. Die Übersetzungen in Engelhorns Romanbibliothek erschienen zumeist zeitnah nach dem Erscheinen des französischen Originals, die ersten vier Übersetzungen erschienen innerhalb eines Zeitraums von 2 Jahren (1887–1889). Ein weiterer Kinderroman mit dem Titel Le Mousse wurde posthum veröffentlicht.
Gegenüber den Romanen für Kinder fanden seine Werke für Erwachsene keine große Verbreitung. Heute muss der Autor als nahezu vergessen gelten, zu seinen Lebzeiten und bis in die 1930er Jahre war er jedoch leidlich bekannt. Seine Romane wurden in alle führenden Sprachen übersetzt, darunter auch ins Niederländische oder Ungarische.
Seine Romane sind dem Realismus zuzurechnen. Vergleichbar seinen Zeitgenossen wie Émile Zola oder Honoré de Balzac wollte er die zeitgenössische Gesellschaft, das Leben sowohl in Paris als auch in den Provinzen ungeschminkt darstellen und dabei auch die verschiedenen sozialen Klassen und insbesondere die Bourgeoisie treffend charakterisieren. Allerdings wurde er – insbesondere von Émile Zola – wegen der Dominanz, die er der Erzählung einräumte, kritisiert. Einige haben auch die generell positive Grundtönung seiner Werke – oder die mangelnde Kritik der bestehenden Verhältnisse – kritisiert.

## Verdienste
In seinen Romanen setzte sich Malot für eine Reform des Gesetzes über die Internierung in psychiatrischen Krankenhäusern und für die Wiedereinführung der legalen Möglichkeit der Ehescheidung ein. Die Möglichkeit, eine Ehe scheiden zu lassen, war zu Beginn der Restauration am 8. Mai 1816 abgeschafft worden. Ein weiterer Schwerpunkt in seinen Werken bildete die Verbesserung der Lage der Kinder, einerseits der unehelich geborenen Kinder, indem er sich für eine Durchsetzung der Rechte des leiblichen Kindes gegenüber dem nicht unterhaltspflichtigen Vater einsetzte, andererseits indem er massive Verbesserungen der Arbeitsbedingungen insbesondere für arbeitende Kinder, aber auch allgemein, forderte.
Als gemäßigter Republikaner trat er während der Jahre der Restauration als Verteidiger der liberalen Bürgerrechte in Erscheinung.

## Werke
- Victimes d'Amour (Trilogie)
  - Les Amants (1859)
  - Les Epoux (1865)
  - Les Enfants (1866)
- Les Amours de Jacques (1860)
- Romain Kalbris (1869)
- Un Beau-frère (1869)
- Une Bonne Affaire (1870)
- Madame Obernin (1870)
- Souvenirs d'un Blessé (1872/Suzanne, Miss Clifton)
- Un Curé de Province (1872)
- Un Miracle (1872)
- Un Mariage sous le second empire (1873)
- La Belle Madame Donis (1873)
- Clotilde Martory (1873)
- Une belle-mère (1874)
- Le Mariage de Juliette (1874)
- Le Mari de Charlotte (1874)
- La Fille de la Comédienne (1875)
- L'Héritage d'Arthur (1875)
- L'Auberge du Monde (Le Colonel Chamberlain 1875, La marquise de Lucilière 1875, Ida et Carmélita 1876, Thérèse 1876)
- Les Batailles du Mariage (Un Bon Jeune Homme 1877, Comte du Pape 1877, Marié par les Prêtres 1877)
- Cara (1878)
- Sans famille (1878), deutscher Titel: Heimatlos, 1893, als Bände 17–19 des Jahrgangs 9.1892/93 von Engelhorns Allgemeiner Romanbibliothek
- Le Docteur Claude (1879)
- La Bohême Tapageuse
  - Raphaëlle (1880)
  - La Duchesse d'Arvernes (1880)
- Corysandre (1880)
- Une Feme d'Argent (1881)
- Pompon (1881)
- Séduction (1881)
- Les Millions Honteux (1882)
- La Petite Sœur (1882)
- Paulette (1883)
- Les Besoigneux (1883)
- Marichette (1884)
- Micheline (1884)
- Le Sang Bleu (1885)
- Le Lieutenant Bonnet (1885), Erstübersetzung 1886 unter dem Titel Lieutenant Bonnet als Bände 5/6 des Jahrgangs 3.1886/87 von Engelhorns Allgemeiner Romanbibliothek; erste Übersetzung eines Werks von Malot ins Deutsche
- Baccara (1886), Erstübersetzung 1887 unter dem Titel Baccarat. Roman in zwei Bänden als Bände 19/20 des Jahrgangs 3.1886/87 von Engelhorns Allgemeiner Romanbibliothek
- Zyte (1886), Erstübersetzung 1888 unter dem Titel Zita als Bände 9/10 des Jahrgangs 4.1887/88 von Engelhorns Allgemeiner Romanbibliothek
- Vices Français (1887)
- Ghislaine (1887)
- Conscience (1888)
- Mondaine (1888)
- Justice (1889)
- Mariage Riche (1889), recueil de nouvelles:
  - Mariage Riche
  - Vire de Bord
  - L'Ombre
  - Une Peur
  - Sous le Suaire
  - Le Magot
  - Le Café Adèle
- Mère (1890)
- Anie (1891)
- Complices (1893)
- En Famille (1893) (deutscher Titel: Ein Mädchen findet heim / 1965), Erstübersetzung 1902 unter dem Titel Daheim als Bände 5/6 des Jahrgangs 19.1902/03 von Engelhorns Allgemeiner Romanbibliothek
- Amours de Jeune (1894)
- Amours de Vieux (1894)
- Un Nom (1895)
- Le Roman de mes Romans (1896) (autobiographie littéraire dans laquelle il relate les circonstances d'écriture de chacun de ses romans)
- Le Mousse (1997) (roman pour la jeunesse; édition posthume)

## Verfilmungen
- 1957 – Die Abenteuer des kleinen Remi (Sans famille) – Regie: André Michel
- 1978 – Perrine (Perrine Monogatari) – nach En famille
- 1997 – Ie Naki Ko Remi
- 2000 – Das Findelkind (Sans famille) – Regie: Jean-Daniel Verhaeghe
- 2018 – Rémi – sein größtes Abenteuer (Sans famille) – Regie: Antoine Blossier

## Bibliografie
- Edmond Spalikowski, Hector Malot et La Bouille, 1931.
- Agnès Thomas-Maleville, Promenades en Normandie avec un guide nommé Hector Malot, éd. Charles Corlet, Condé-sur-Noireau, 1994.
- Agnès Thomas-Maleville, Hector Malot, l'écrivain au grand cœur, éd. du Rocher, 2000.